# Disgregus
Disgregus is een kevergeslacht uit de familie van de boktorren (Cerambycidae). De wetenschappelijke naam van het geslacht werd voor het eerst geldig gepubliceerd in 2009 door Galileo & Martins.

## Soorten
Disgregus is monotypisch en omvat slechts de volgende soort:
- Disgregus bezarki Galileo & Martins, 2009